# Movimento per l'Autodeterminazione e l'Indipendenza dell'Arcipelago Canario

Bandiera indipendentista canaria creata dal MPAIAC.

Il Movimento per l'Autodeterminazione e l'Indipendenza dell'Arcipelago Canario (in spagnolo Movimiento por la Autodeterminación e Independencia del Archipiélago Canario), o semplicemente MPAIAC, è stata un'organizzazione che aveva come fine l'indipendenza delle Canarie dalla Spagna.

## Storia
L'organizzazione fu fondata il 22 novembre 1964 in Algeria dall'avvocato Antonio Cubillo, un esiliato della dittatura franchista che aveva militato nel movimento nazionalista Canarias Libres. Nel 1968 l'Organizzazione dell'unità africana (OUA) riconosce il MPAIAC ed il diritto delle Isole Canarie all'autodeterminazione. Nel 1975 il movimento crea la trasmissione radiofonica La voz de Canarias Libre da Radio Algeri per tutto l'arcipelago canario, convertendosi nel mezzo di informazione di massa del MPAIAC. Successivamente nel giro di due anni verranno uccisi per opera delle forze di sicurezza due attivisti del movimento.
Il 1º novembre 1976, in risposta a queste morti, l'organizzazione dichiara la lotta armata attraverso le Fuerzas Armadas Guanches (FAG), che nello stesso mese organizzano un attentato dinamitardo alle Galerías Preciados di Las Palmas de Gran Canaria. Nel 1977 le FAG fanno deflagrare una bomba alle Galerías Preciados di Madrid, e, nello stesso anno, dichiarano la presenza di un ordigno esplosivo presso l'aeroporto internazionale Gran Canaria, dichiarazione poi risultata infondata. In questa situazione l'aeroporto è tuttavia costretto a chiudere ed i voli vengono dirottati all'aeroporto di Tenerife Los Rodeos, dove si verificherà la collisione di due aeromobili, causando 583 vittime.
Nel 1978, a San Cristóbal de La Laguna, l'agente di polizia Rafael Valdenebros muore in seguito all'esplosione di una bomba delle FAG che stava cercando di disinnescare. Il 5 agosto 1978 Antonio Cubillo è vittima di un attentato che lo costringerà a una grave invalidità permanente. Tale attentato contro il fondatore del movimento venne organizzato dai servizi di sicurezza del Ministero dell'Interno spagnolo, che aveva pagato due mercenari affinché uccidessero Cubillo. Questi fatti vengono accertati tempo dopo e l'Audiencia Nacional nel 2003 condanna lo Stato Spagnolo a pagare un indennizzo di 150.000 euro per l'attentato. Nel 1979 il MPAIAC rinuncia alla lotta armata ed espelle Antonio Cubillo, suo fondatore e segretario generale, in disaccordo col programma del movimento. Nonostante ciò Cubillo continuerà a presentarsi come portavoce e dirigente dello MPAIAC, delegittimando l'uso del nome del gruppo. Successivamente l'ex leader fonderà il Congreso Nacional de Canarias (CNC).
Per tutti gli anni ottanta e novanta il MPAIAC rimane praticamente inattivo, ma verrà rifondato nel 2003 da ex militanti, a suo tempo espulsi dallo stesso movimento. Tale rifondazione non verrà mai riconosciuta dalla vecchia guardia degli anni sessanta e settanta e tutt'oggi la sua attività sembra fittizia e virtuale. Il braccio politico di questa organizzazione anticamente era il Partito dei Lavoratori Canari (Partido de los Trabajadores Canarios), che tuttavia non esistette mai se non nominalmente fino alla rottura col MPAIAC, dovuta ai contrasti con la linea politica di Cubillo e al suo disaccordo circa l'uso della violenza e dell'azione armata, che considerava come elementi controproducenti.